# Crveno selo
Crveno selo (srp. Црвено село) je naselje u Subotici. Dijelom je mjesne zajednice Malog Bajmoka. Većinom ga nastanjavaju bunjevački Hrvati. U Crvenom selu živi oko 650 stanovnika.
Nalazi se kod predjela Zapadne Ugarnice. Sjeverozapadno su Kelebija i željeznička postaja Šebešić, zapadno je pustara Šebešić (Frljaza Kraj, Pletikosićev Kraj, Voklerov Kraj), jugozapadno je Mala Bosna, južno je Gornji Verušić (Franciškovićev Kraj), a istočno je Šandor.
U Crvenom selu se nalazi Siemensova tvornica vjetrogeneratora, nekad tvornica Loher Elektro Subotica. U Subotici je krajem rujna 2015. bilo 1500 zaposlenih. Pogon u Subotici je u Siemensu peta po veličini tvornica velikih generatora za vjetroelektrane. Procjene su da je svaka četvrta vjetrolektrana u Europi ima Siemensov generator proizveden u Subotici.
1980-ih se planiralo napraviti središnje subotičko groblje površine 60 hektara na potezu između Malog Bajmaka i Crvenog sela, preko puta "Slobodne zone" u Malom Bajmoku, od somborske pruge do izlaska iz Crvenog sela.
1999. je godine NATO gađao televizijski odašiljač u Crvenom selu. TV toranj nalazi se južno od ceste, kod kote 118, na 46,075255° sjever i 19,629248° istok. Pušten je u rad u studenom 1975.

## Vanjske poveznice
- Subotica
- Fotografija TV tornja u Crvenom selu  Arhivirana inačica izvorne stranice od 23. listopada 2016. (Wayback Machine)